# Phaleria elegans
Phaleria elegans är en tibastväxtart som beskrevs av Perry. Phaleria elegans ingår i släktet Phaleria och familjen tibastväxter. Inga underarter finns listade i Catalogue of Life.